# Hrabstwo Brooke
Hrabstwo Brooke (ang. Brooke County) – hrabstwo w stanie Wirginia Zachodnia w Stanach Zjednoczonych. Obszar całkowity hrabstwa obejmuje powierzchnię 92,26 mil² (238,95 km²). Według szacunków United States Census Bureau w roku 2010 miało 24 069 mieszkańców.
Hrabstwo powstało w 1796 roku. 

## Miasta
- Bethany
- Follansbee
- Weirton
- Wellsburg[4]

## Wioski
- Beech Bottom
- Windsor Heights

## CDP
- Hooverson Heights

| Populacja hrabstwa w poprzednich latach | Populacja hrabstwa w poprzednich latach |
| Rok                                     | Liczba ludności                         |
| --------------------------------------- | --------------------------------------- |
| 1980                                    | 30 008                                  |
| 1990                                    | 26 992                                  |
| 2000                                    | 25 447                                  |
| 2010                                    | 24 069                                  |